# Список Вінницьких старост
Вінницькі старости
| Зображення | Ім'я                             | Перебування на посаді                                              | Роки життя                   |
| ---------- | -------------------------------- | ------------------------------------------------------------------ | ---------------------------- |
|            | Князь Костянтин Острозький       | (1498—1517) (1518—1530)                                            | (1460 — 11 вересня 1530)     |
|            | Князь Роман Санґушко             | (1517)                                                             |                              |
|            | Князь Ілля Острозький            | (1530—1539)                                                        | (бл. 1510 — 1539)            |
|            | Князь Семен (Фридерик) Пронський | (1539—1541)                                                        |                              |
|            | Князь Федір Санґушко             | (1546—1548)                                                        |                              |
|            | Князь Дмитро Вишневецький        | (1548—1551)                                                        | (помер 1564)                 |
|            | Князь Богуш Корецький            | (1551—1565)                                                        | (1510—76)                    |
|            | Князь Роман Санґушко             | (1561-71)                                                          | (1537 — 12 травня 1571)      |
|            | Єжи Струсь з Коморова            | (1579—1599)                                                        |                              |
|            | Валентій-Александер Каліновський | 1605 — 11 квітня 1613                                              |                              |
|            | Олександр Балабан                | 11 квітня 1613 — 3 жовтня 1622                                     | (*р. і м. н. невід. — †1637) |
|            | Олександр Пісочинський           | 1620 (сурогатний, на час перебування Олександра Балабана у полоні) | бл. 1580 — січень 1646       |
|            | Князь Кароль Самуель Корецький   | (1622—1623)[джерело?]                                              |                              |
|            | Адам Калиновський                | 3 жовтня 1622 — 1638                                               | †1638                        |
|            | Ян Одживольський                 | 5 травня 1638 —                                                    |                              |
|            | Марцін Калиновський              |                                                                    |                              |
|            | Анджей Потоцький                 | 1652 —                                                             | †1663                        |
|            | Ходоровський Кшиштоф Станіслав   | 1663                                                               | †близько 1683                |
|            | Ходоровський Александр Стефан    | 1683-1694                                                          | †27 березня 1694             |
|            | Анджей Потоцький гербу Любич     |                                                                    |                              |
|            | Марцін Калиновський              |                                                                    |                              |
|            | Людвік Калиновський              |                                                                    |                              |
|            | Юзеф Чосновський (Чесьньовскі)   |                                                                    |                              |
|            | Станіслав Понятовський           |                                                                    |                              |

Каспер Несецький стверджував, що Олександр, син Івана з роду шляхтичів Комарів також був старостою у Вінниці.